# Rat Charlieja Wilsona
Rat Charlieja Wilsona (eng. Charlie Wilson's War) je američka biografska drama iz 2007. godine koja se temelji na istinitoj priči o američkom kongresmenu Charlieju Wilsonu koji je u suradnji s operativcem CIA-e Gustom Avrakotosom pokrenuo tzv. Operaciju Cyclone – program organiziranja podrške afganistanskim mudžahedinima tijekom sovjetskog rata u Afganistanu. 
Film je režirao Mike Nichols, a napisao Aaron Sorkin koji je adaptirao knjigu objavljenu 2003. godine autora Georgea Crilea III.: Charlie Wilson's War: The Extraordinary Story of the Largest Covert Operation in History. U filmu su glavne uloge ostvarili Tom Hanks, Julia Roberts i Philip Seymour Hoffman dok se u sporednim pojavljuju Amy Adams, Ned Beatty i Emily Blunt. Film je nominiran u pet kategorija za nagradu Zlatni globus uključujući onu za najbolji film godine (mjuzikl/komedija), ali na kraju nije osvojio niti jednu nagradu. Hoffman je također nominiran u kategoriji najboljeg sporednog glumca za prestižnu nagradu Oscar.

## Radnja
Godine 1980. američki kongresmen Charlie Wilson (Tom Hanks) više je zainteresiran za dobar provod nego za zakonodavstvo zbog čega priređuje velike zabave i u svom uredu zapošljava uglavnom mlade i privlačne djevojke. Njegov privatni život uskoro se nađe pod istragom zbog optužbi o uzimanju kokaina, a istragu vodi tadašnji američki državni odvjetnik Rudy Giuliani kao dio veće istrage o općenitom ponašanju kongresmena. Istraga na kraju ne dovede do podizanja optužnice protiv Charlieja.
Prijateljica s kojom se ponekad nađe u krevetu, Joanne Herring (Julia Roberts) ohrabruje Chralieja da više pomogne narodu u Afganistanu te ga nagovara da posjeti pakistanskog predsjednika. Pakistanci se žale da nemaju dovoljno potpore iz SAD-a kako bi se odupirali Sovjetskom Savezu te inzistiraju da Charlie posjeti veliki afganistanski izbjeglički kamp koji se nalazi u Pakistanu. Nakon posjete u kojoj vidi njihovu mizeriju i odlučnost za borbu Charlie je dirnut, ali istovremeno i frustriran zbog politike tamošnjeg čelnika ureda CIA-e koji inzistira na blažem pristupu protiv sovjetske okupacije Afganistana. Charlie se vraća kući sa zadatkom da znatno poveća novčana sredstva u državnom budžetu kako bi se pomoglo mudžahedinima.
Charlie se uskoro upozna s agentom CIA-e Gustom Avrakotosom (Philip Seymour Hoffman) i njegovom malobrojnom grupom koja pokušava pronaći bolju strategiju za pomoć Afganistanu, a posebno su koncentrirani na pronalazak rješenja kako se braniti protiv sovjetskih Mi-24 helikoptera. U konačnici zbog Charliejevih lukavih političkih cjenkanja kako bi se pronašao novac te pažljivog planiranja od strane Avrakotosove grupe koji su koristili novčana sredstva kako bi opremili gerilce s bacačima raketa FIM-92 mudžahedini pružaju znatan otpor sovjetskim okupatorima. Sam budžet odvojen za borbu protiv Komunizma agencije CIA-a narast će s 5 milijuna dolara na 500 milijuna dolara (uz drugih 500 milijuna koje će donirati Saudijska Arabija). Ovaj Charliejev plan na kraju će evoluirati u veliki dio američke vanjske politike poznat kao Reaganova doktrina pomoću koje je SAD proširila pomoć ne samo mudžahedinima već i ostalim anti-komunističkim pokretima diljem svijeta. Charlie je izjavio da je stariji službenik iz Pengatona Michael Pillsbury nagovorio predsjednika Ronalda Reagana da afganistancima nabave Stingerse: "Ironično, niti Gust niti Charlie nisu direktno bili upleteni u odluku i ne traže nikakve zasluge." Na Gustov nagovor Charlie pokušava potražiti potporu za vrijeme nakon sovjetske okupacije za Afganistan, ali kod Amerikanaca više nema entuzijazma. Film završava kada Charlie dobiva medalju za svoju službu, ali nad njegov ponos nadvijen je oblak straha zbog neželjenih posljedica koje bi se u budućnosti mogle dogoditi zbog američkog uplitanja u afganistansko pitanje.

## Glumačka postava
- Tom Hanks kao kongresmen Charlie Wilson
- Julia Roberts kao Joanne Herring
- Philip Seymour Hoffman kao Gust Avrakotos
- Amy Adams kao Bonnie Bach
- Ned Beatty kao kongresmen Doc Long
- Christopher Denham kao Michael G. Vickers
- Emily Blunt kao Jane Liddle
- Om Puri kao pakistanski predsjednik Zia-ul-Haq
- Ken Stott kao izraelski prodavač oružja Zvi Rafiah
- John Slattery kao Henry Cravely
- Michael Spellman kao agent CIA-e Patrick
- Denis O'Hare kao Harold Holt
- Judy Tylor kao Crystal Lee
- Peter Gerety kao Larry Liddle
- Brian Markinson kao Paul Brown
- Pasha Lychnikoff kao ruski pilot helikoptera
- Cyia Batten kao Stacey
- Tracy Phillips kao Carol Shannon
- Navid Negahban kao prevoditelj u izbjegličkom kampu
- Shiri Appleby kao Jailbait
- Rachel Nichols kao Suzanne

## Distribucija i kritike

### Box-office
Prvotni plan bio je pustiti u kino distribuciju film 25. prosinca 2007. godine; ali 30. studenog datum je pomaknut na 21. prosinca. U svom prvom vikendu prikazivanja, film je zaradio 9,6 milijuna dolara u 2575 kino dvorana u SAD-u i Kanadi što ga je smjestilo na četvrto mjesto box-officea. U konačnici film je u svijetu zaradio 119 milijuna dolara - 66,7 milijuna u SAD-u i Kanadi te 52,3 milijuna u ostatku svijeta.

### Kritike
Film Rat Charlieja Wilsona dobio je uglavnom pozitivne kritike. Na popularnoj internetskoj stranici Rotten Tomatoes film ima 81% pozitivnih ocjena na temelju 192 zaprimljene kritike. Na drugoj internetskoj stranici Metacritic film ima prosječnu ocjenu 69/100 na temelju 39 zaprimljenih kritika.

### Kritika i pohvala vlade
Dužnosnici iz Reaganove ere, uključujući bivšeg potpredsjednika Ministarstva obrane Freda Iklea kritizirali su određene dijelove filma. Novine The Washington Times istaknule su da je bilo određenih reakcija da film krivo promovira mišljenje da je operacija CIA-e financirala Osamu bin Ladena i u konačnici bila odgovorna za napade 11. rujna. Međutim, ostali dužnosnici iz Reaganove ere odobravali su film. Michael Johns, bivši analitičar za vanjsku politiku i pisac govora u Bijeloj kući za predsjednika Georgea H. W. Busha hvalio je film kao "prvi pokušaj da se progovori o važnoj lekciji pobjede Amerike u hladnom ratu: da je pokušaj kojeg je predvodio Reagan da se podrži borce za slobodu protiv sovjetske opresije uspješno doveo do prvog velikog vojnog poraza Sovjetskog saveza..."

### Posljedice
Film sadržava scenu u kojoj Charlie i Gust izražavaju svoju zabrinutost zbog toga što je Afganistan u potpunosti zanemaren tijekom 90-ih, nakon povlačenja Sovjeta. U jednoj od završnih scena Gust prigušuje Charliejev entuzijazam zbog povlačenja Sovjeta iz Afganistana kazavši mu: "Upravo ću ti dati izvještaj koji pokazuje da luđaci sa svih strana dolaze u Kandahar."
Autor knjige prema kojoj je film snimljen George Crile III. napisao je da je pobjeda mudžahedina u Afganistanu u konačnici širom otvorila vrata bin Ladenu: "Do kraja 1993. godine u Afganistanu nije bilo cesta niti škola - samo uništena zemlja, a SAD su prale ruke od ikakve odgovornosti. Upravo će u takvom ozračju Talibani i Osama bin Laden izroniti kao dominantni igrači. Ironično je da čovjek koji nikada ništa nije imao s pobjedom nad Crvenom armijom - Osama bin Laden - sada personificira moć džihada."

### Sretan završetak filma
Sudeći prema izjavi Melisse Roddy, filmašice iz Los Angelesa koja je dobila informaciju direktno iz produkcije, sretan završetak filma snimljen je zbog toga što se Tom Hanks "jednostavno ne može nositi s cijelom tom pričom o 9/11". Matthew Alford u knjizi Reel Power: Hollywood Cinema and American Supremacy citirao je originalni scenarij koji je bio potpuno drugačiji od finalnog snimljenog proizvoda te istaknuo da je film "propustio priliku producirati ono što je, u najmanju ruku, moglo postati Dr. Strangelove naše generacije."

### Reakcija Rusije
U veljači 2008. godine otkriveno je da film neće igrati u kino distribuciji u ruskim kinima. Prava na film otkupila je kompanija Universal Pictures International (UPI) u Rusiji. Odmah su započele spekulacije da film neće zaigrati u kinima zbog određenog načina na koji su Sovjeti u njemu prikazati. Kompanija UPI Rusija i njezin predsjednik Yevgeny Beginin to su opovrgnuli izjavom: "Jednostavno nismo smatrali da će film napraviti profit." Reakcije ruskih blogera na film također su bile negativne. Jedan od njih napisao je: "Cijeli film prikazuje Ruse, odnosno Sovjete, kao brutalne ubojice."

## Distribucija na DVD-u
Film Rat Charlieja Wilsona na DVD-u je izdan 22. travnja 2008. godine. Među posebnim dodacima nalazi se prilog o snimanju filma te prilog naslova Tko je Charlie Wilson? koji se bavi profilom pravog Charlieja Wilsona te sadržava intervjue s njim kao i s Tomom Hanksom, Joanne Herring, Aaronom Sorkinom i Mikeom Nicholsom. Film je također izdan na DVD-u i u Hrvatskoj.

## Tužba Arthura Kenta
Godine 2008. kanadski novinar i političar Arthur Kend tužio je autore filma tvrdeći da su upotrijebili njegov materijal iz 80-ih godina prošlog stoljeća bez prethodne autorizacije. Dana 19. rujna 2008. godine Kent je izjavio da je postigao vansudsku nagodbu s producentima i distributerima filma i da je "vrlo zadovoljan" s njezinim ishodom koji je ostao povjerljiv.

## Nagrade i nominacije

### Oscar
Film Rat Charlieja Wilsona imao je jednu nominaciju za prestižnu nagradu Oscar.
- Najbolji sporedni glumac - Philip Seymour Hoffman

### Zlatni globus
Film Rat Charlieja Wilsona imao je 5 nominacija za nagradu Zlatni globus, ali nije osvojio niti jednu.
- Najbolji film (mjuzikl/komedija)
- Najbolji glumac (mjuzikl/komedija) - Tom Hanks
- Najbolja sporedna glumica - Julia Roberts
- Najbolji sporedni glumac - Philip Seymour Hoffman
- Najbolji scenarij - Aaron Sorkin

## Vanjske poveznice
- Rat Charlieja Wilsona u internetskoj bazi filmova IMDb-a
- Charlie Wilson's War na Box Office Mojo
- Charlie Wilson's War na Rotten Tomatoes
- "Tom Hanks Tells Hollywood Whopper in Charlie Wilson's War", AlterNet, 21. prosinca 2007.
- Filmska kritika bivšeg kongresmena Lesa AuCoina i esej o stvarnom Charlieju Wilsonu.  Arhivirana inačica izvorne stranice od 2. travnja 2008. (Wayback Machine)